# Abomey-Calavi
Abomey-Calavi este un oraș din Departamentul Atlantique, Benin.